# Fritz Kleist
Fritz Kleist (geboren 1891; gestorben nach 1938) war ein deutscher Pazifist, Beamter, Lehrer und reformpädagogisch engagierter Strafvollzugs-Direktor der Justizvollzugsanstalt Celle.

## Leben
Fritz Kleist war Sozialdemokrat und setzte sich für eine Demokratisierung des Strafvollzugs und eine Resozialisierung von Inhaftierten ein. In den 1920er Jahren der Weimarer Republik arbeitete er als Strafanstalts-Oberlehrer in der Jugendabteilung des Strafgefängnisses in Breslau. Als solcher verfasste er beispielsweise 1928 in der Zeitschrift für Kinderforschung einen Beitrag über Jugendstrafvollzug und Heilpädagogik.
1930 übernahm er die Leitung des damaligen Zuchthauses in Celle und ließ die Einrichtung zu einer Modellstrafanstalt in dem damals von der SPD regierten Preußen umbauen. Hierin bot er den Gefangenen beispielsweise Gymnastik zur körperlichen Ertüchtigung an.
Zudem ließ Kleist in der Celler Anstalt einen Veranstaltungsraum einrichten, der unter anderem zum Hören der damals neu aufkommenden Radiosendungen diente. Zudem ließ er in dem Raum Lesungen für die Gefangenen anbieten, darunter Werke von Joachim Ringelnatz, Kurt Tucholsky oder Theodor Lessing. Diese Einrichtung – bald auch das Zuchthaus an sich – wurde als „Café Kleist“ bekannt, in der Öffentlichkeit teilweise aber auch bespöttelt.
Nach der Machtergreifung durch die Nationalsozialisten 1933 wurde Kleist als Anstaltsoberlehrer nach Stuhm in Westpreußen versetzt – „danach [verlor] sich seine Spur“ zeitweilig. Zeitweilig war er Schriftleiter der für Gefangene herausgegebenen Zeitschrift Der Leuchtturm.
1938 verfasste Kleist als „Bürodirektor“ einen Sonderbeitrag zur 700-Jahr-Feier von Groß Jestin in Hinterpommern.

## Schriften (Auswahl)
- „Wir verlangen Jugendhilfe – auch für den Schulschwänzer“, in: Arbeiterwohlfahrt, 3. Jahrgang (1928), Heft 24, S. 742–748; Digitalisat über die Bibliothek der Friedrich-Ebert-Stiftung Bonn
- Im Jugendgefängnis. Sind Jugendliche Verbrecher? Strafe oder Hilfe? (= Die Neue Erziehung. Beihefte, Heft 4), Berlin: Hensel & Co., 1927
- Jugend am Gesetz. Bilder und Bekenntnisse von jugendlichen Rechtsbrechern. Von Fritz Kleist. Mit einem Geleitwort von Prof. Paul Oestereich und einer Vorbemerkung von Dr. Arthur Wegner (= Entschiedene Schulreform, Heft 51), Berlin; Itzenhoe: G. Martin, 1928
- Jugendstrafvollzug und Heilpädagogik, in: Zeitschrift für Kinderforschung, Langensalza: Beyer, 34. Jahrgang (1928), Heft 2, S. 213–217; Digitalisat über die Scripta paedagogica der Bibliothek für Bildungsgeschichtliche Forschung und der Datenbank des Leibniz-Institut für Bildungsforschung und Bildungsinformation (DIPF)
- Arbeitsschulgeist in der Strafanstalt, in: Die Arbeitsschule, Leipzig: Quelle & Meyer, Band 43, Teil 1, Heft 2 (1929), S. 65–74; Digitalisat
- Die Idee der „Ermutigung“ im Strafvollzuge, in: Arbeiterwohlfahrt, 5. Jahrgang (1930), Heft 8, S. 225–230; Digitalisat
- Jugend hinter Gittern. Im Jugendgefängnis (= Menschenbildung und Menschheitsgestaltung, Band 6), Jena: Zwing 1931
- Grossjestin, 700 Jahre, 1238–1938, Nebst Sonderbeiträgen, darin ein Sonderbeitrag von Bürodirektor Fritz Kleist Zum Aufstieg Großjestins, Kolberg: Post, 1938